# Mirko Pasqua
Mirko Pasqua ist ein deutsches Stummfilmmelodram aus dem Jahre 1916 von Paul von Woringen mit Joseph Klein in der Titelrolle und Lotte Neumann in der weiblichen Hauptrolle.

## Handlung
Der Geschäftsmann Kommerzienrat Hilberg steht de facto vor dem finanziellen Ruin. Sein Sekretär Bernd, dem der Alte stets ein großzügiger Vorgesetzter war, ist sterbenskrank und schlägt seinem Chef daher vor, durch das falsche Geständnis, eine Unterschlagung begangen zu haben, ins Gefängnis zu gehen und Hilberg damit vor seinen Gläubigern zu entlasten. Anfänglich weigert sich der Kommerzienrat, dieses großzügige Opfer anzunehmen, doch Bernd sagt, Hilberg solle auch an die Zukunft seiner Tochter denken, deren Ruf durch eine Pleite gleichfalls in Mitleidenschaft gezogen werden würde. Und so wandert Bernd nach dem Urteilsspruch „Zwei Jahre Gefängnis“ hinter Gittern. Nach einigen Wochen hat sich Bernds Gesundheitszustand derartig verschlechtert, dass er in die Krankenstation der Anstalt verlegt wird. Der leitende Arzt führt eines Tages einen Bekannten, den Brasilianer Mirko Pasqua, durch seinen Arbeitsbereich. Bei Bernds Krankenbett bleiben beide Männer stehen, und der Arzt erzählt dem Brasilianer, dass dieser Patient aufgrund seiner Schwindsucht nicht mehr lange zu leben habe. Pasqua lässt sich vom im Fieberdelirium befindlichen Bernd seine Leidensgeschichte erzählen. Kurz darauf meldet sich Pasqua zum Besuch bei Herrn Hilberg an.
Der Brasilianer erzählt Hilberg von dem langen und schweren Leiden von dessen ehemaligem Sekretär, woraufhin der alte Mann vor lauter Schuldgefühlen zusammenbricht. Als der Kommerzienrat wieder erwacht, ist Pasqua verschwunden. Die Versuche, den ominösen Fremden wieder aufzuspüren, bleiben erfolglos. Hilbergs Gesundheitszustand nimmt rapide ab, und eines Tages erleidet er einen schweren Schlaganfall. Da Hilbergs finanzielle Gesundung offenbar sehr von Bernds Geständnis einer eigenen Schuld abhängig war und nunmehr eine weitere Person von dem Deal zwischen ihm und seinem Sekretär Bescheid weiß, gesteht der Alte seiner Tochter Else von der Abmachung mit Bernd. Dann, geschwächt und des Lebens müde, stirbt der Kommerzienrat. Um nicht allein in dem großen Haus leben zu müssen, holt sich Else eine nahe Verwandte zu sich. Wenig später trifft ein Brief ihres Verlobten Karl Lander ein. Der verdingt sich derzeit als Assistent eines leitenden Ingenieurs bei einer brasilianischen Brückenbaugesellschaft. In dem Schreiben teilt Lander Else mit, dass er leider beider Wiedersehen um ein Jahr verschieben müsse.
Eines Tages meldet sich Mirko Pasqua bei Else. Er macht ihr unmissverständlich klar, dass er von der Lüge Bernds zugunsten ihres verblichenen Vaters weiß und fordert nicht weniger, als dass Else ihn, wenn er weiterhin schweigen solle, heiraten müsse. Um das Andenken des Vaters nicht zu beschmutzen, gibt Else dieser Erpressung nach. Nach insgesamt drei Jahren in Brasilien kehrt Karl Lander endlich in die Heimat zurück. Er weiß nichts von Elses Heirat. Um ihren einstigen Verlobten, den sie noch immer liebt, nicht ins offene Messer laufen zu lassen, sucht Else ihn in seinem Hotel auf und will ihm von den Geschehnissen der letzten Zeit berichten. Es kommt zu einer heftigen Auseinandersetzung des Ex-Paars, was wiederum Else in Ohnmacht fallen lässt. Der zu Hilfe gerufene Arzt wird dann doch nicht benötigt. In dem eifersüchtigen Pasqua wird Misstrauen wach, als er ein in seinen Augen merkwürdiges Verhalten des Arztes bemerkt. Karl schleicht sich am nächsten Morgen ins Haus der Eheleute Pasqua, um nach Else zu sehen. Als diese ihren Gatten sich nähern hört, kann sie Karl in letzter Sekunde noch aus die Tür drängen. Pasqua betritt den Raum und sieht auf dem Fußboden einen Herrenhandschuh liegen, der nicht ihm gehört.
Pasqua, von großem Misstrauen getrieben, nimmt den Handschuh heimlich auf und geht in sein Arbeitszimmer. Dort behauptet er festzustellen, dass vom Schreibtisch ein Stapel Banknoten verschwunden seien. Der Verdacht fällt auf Karl Landers. Nach einigem Hin und Her kommt es zur Verhaftung Landers wegen Diebstahls. Else, die nie aufgehört hat, Karl zu lieben, beteuert gegenüber ihrem ungeliebten Gatten alles tun zu wollen, wenn er doch bloß die Anzeige gegen Lander zurückziehen würde. Als Pasqua im feuchte Erdreich unter den Ästen einer Tanne im eigenen Garten die Banknoten findet, an sich nimmt und dabei von Else beobachtet wird, glaubt sie fest daran, dass ihr Ehemann ihren Liebsten Karl Lander diesen angeblichen Diebstahl untergeschoben hat. Pasqua bleibt bei seiner Version, und so kommt es zum Prozess gegen Karl Lander. Als dort Else Pasqua als Landers Entlastungszeugin auftritt, dreht sich der Prozessverlauf, und Lander wird freigesprochen. Nun wird Pasqua verhaftet und ihm soll der Prozess wegen falscher Verdächtigung gemacht werden. Mirko Pasqua hat auf ganzer Linie verloren, und da er keinen anderen Ausweg mehr sieht, nimmt er sich, ehe das Verfahren gegen ihn beginnen kann, das Leben. Else aber ist nun endlich frei für ihren Karl, und ein Jahr später sind beide Liebesleute Ehemann und Ehefrau.

## Produktionsnotizen
Der Sechsakter passierte die Filmzensur im März 1916 und wurde kurz darauf uraufgeführt. Die österreichische Premiere fand am 5. Januar 1917 in Wien statt.

## Kritiken
Für die Kinematographische Rundschau war dies ein „außerordentlich guter Film“, der eine „hochdramatische Handlung“ sein eigen nenne und einen „nachhaltigsten Eindruck“ ausübe. Weiters war zu lesen: „Unübertreffliches Spiel der darstellenden Kräfte, die samt und sonders erstklassige Künstler sind, und eine fabelhafte Inszenierung. (…) Seldeneck in der Rolle des alten Kommerzienrates, ferners Lotte Neumann als dessen Tochter und Josef Klein als Mirko Pasqua stellen Figuren voller Lebenswärme und Naturgetreue auf die Filmbühne und interessieren durch ihr kunstgerechtes und charakteristisches Spiel.“
Auch die Villacher Zeitung war voll des Lobes für dieses Melodram und schrieb: „Die Inszenierung dieses ganz hervorragenden Films ist erstklassig und von höchstem künstlerischen Schaffensdrange beseelt.“